# Britische Rugby-League-Nationalmannschaft
Die britische Rugby-League-Nationalmannschaft, auch bekannt unter ihren Spitznamen The Lions, vertritt Großbritannien auf internationaler Ebene in der Sportart Rugby League. Während des 20. Jahrhunderts trat das Team regelmäßig bei allen wichtigen Turnieren auf und zählte mit drei gewonnenen Weltmeisterschaften zu den stärksten Nationalmannschaften. 1995 ging die Rugby Football League jedoch dazu über, die Landesteile des Vereinigten Königreichs (England, Wales und Schottland) mit jeweils eigenen Nationalteams antreten zu lassen. Seitdem sind die gemeinsamen Auftritte der Lions nur noch äußerst selten, ihr letztes Länderspiel fand 2007 gegen Neuseeland statt.

## Geschichte
Die Nationalmannschaft Großbritanniens formierte sich infolge der Abspaltung der Rugby Football League von der Rugby Football Union, weshalb das Team anfangs schlicht als „Northern Union“ bezeichnet wurde. Ihr erstes Länderspiel fand 1908 in Leeds gegen Neuseeland statt, wobei Großbritannien mit 14:6 die Oberhand behielt. 1909 gewann man die erste Ashes-Serie gegen die Nationalmannschaft Australiens, welche zum größten Rivalen der Briten im internationalen Rugby League aufsteigen sollte. In der Vor- und Zwischenkriegszeit blieb Großbritannien jedoch derart dominant, dass die Australier lediglich eine Serie (1920) für sich entscheiden konnten.
1954 gewann Großbritannien im Pariser Prinzenparkstadion durch ein 16:12 gegen Gastgeber Frankreich das Endspiel der ersten Rugby-League-Weltmeisterschaft, obwohl das Team auf zahlreiche Stammkräfte verzichten musste. 1957 enttäuschte der favorisierte Titelverteidiger jedoch, als er sich bei der WM sowohl Australien als auch Neuseeland geschlagen geben musste. 1960 holte sich Großbritannien bei seiner ersten Heim-WM durch eine dominante Vorstellung den Titel zwar zurück, die internationale Vorherrschaft ging im Laufe der 1960er Jahre allerdings zunehmend auf die Australier über, welche immer mehr Ashes-Serien für sich entscheiden konnten. Bei der Weltmeisterschaft 1968 landeten die Lions lediglich auf dem dritten Platz, 1970 verlor man das Finale vor heimischem Publikum gegen die Kangaroos mit 7:12. 1972 gewannen die Briten letztmals einen WM-Titel, wobei im Finale gegen Australien aufgrund der besseren Platzierung in der Gruppenphase ein 10:10-Unentschieden reichte.
1975 fand erstmals eine WM ohne Großbritannien statt, da England und Wales mit ihren eigenen Nationalmannschaft antraten. 1977 hätten die wiedervereinigten Lions den Australiern beinahe den Triumph bei ihrer Heim-WM verdorben, unterlagen jedoch in einem hart umkämpften Endspiel in Sydney knapp mit 12:13. Nach Platz drei bei der WM 1988 war das Endspiel der WM 1992 der letzte Auftritt der britischen Mannschaft bei einer Weltmeisterschaft. Vor 73.000 Zuschauern im Londoner Wembley unterlag man abermals den Kangaroos mit 6:10. Ab 1995 traten England, Wales und Schottland bei allen WM-Turnieren mit ihren eigenen Nationalteams an. Die Ashes-Serie gegen Australien lief noch bis 2003 weiter, allerdings gewann Großbritannien seit 1970 keine einzige Serie mehr. Der 28:22-Erfolg gegen Neuseeland im Jahr 2007 in Wigan war das bislang letzte Länderspiel der Lions. Aktuell erscheint die Zukunft des Teams äußerst ungewiss.

## Erfolge
- Weltmeisterschaft (3): 1954, 1960, 1972